# Oued Endja
Oued Endja là một đô thị thuộc tỉnh Mila, Algérie. Dân số thời điểm năm 2002 là 16.802 người.